# Свещен отряд на Картаген
Вижте пояснителната страница за други значения на Свещен отряд.
Свещеният отряд на Картаген е подразделение на армията на Картаген, известно от гръцки източници от IV век пр.н.е.
Свещеният отряд представлява тежка пехота, подобна на гръцката фаланга, и е съставен изцяло от заможни картагенски граждани. Това е необичайно, тъй като по това време картагенските сухопътни войски са съставени главно от наемници и хора от подчинени или съюзнически народи.
В битката на Кримисос в Сицилия през 341 година пр.н.е. Свещеният отряд бил разбит. Въпреки това той се споменава и по-късно, за последен път през 310 година пр.н.е., когато отново е разгромен по време на похода на Агатокъл в Африка.